# Gare de Fleurieux-sur-l’Arbresle
Gare de Fleurieux-sur-l’Arbresle – stacja kolejowa w Fleurieux-sur-l’Arbresle, w departamencie Rodan, w regionie Owernia-Rodan-Alpy, we Francji.
Jest stacją Société nationale des chemins de fer français (SNCF), obsługiwaną przez pociągi TER Rhône-Alpes.

## Położenie
Znajduje się na km 18,721 linii Lyon – Montbrison, na wysokości 284 m n.p.m., pomiędzy stacjami Lentilly i L’Arbresle.

## Linie kolejowe
- Lyon – Montbrison